# バーニー・トーピン
バーニー・トーピン (Bernie Taupin CBE) は、イギリス系アメリカ人の作詞家。長きにわたるエルトン・ジョンとの共作で知られ、彼の楽曲のほとんどで詞を手がけている。本名バーナード・ジョン・トーピン (Bernard John Taupin)。
1967年、トーピンは、イギリスの音楽誌『ニュー・ミュージカル・エクスプレス』に出されていた広告を見て、リバティ・レコードの新たなソングライターに応募した。同じ広告にはエルトン・ジョンも応募しており、以来多くのプロジェクトに共同で関わってきた。トーピンとジョンは、1992年に「ソングライターの殿堂」入りを果たしている。2022年、大英帝国勲章CBE受章。

## 少年時代
トーピンは、イングランド、リンカンシャー南部、アンウィックとスリーフォードの間に位置する農園、フラッターズハウスで生まれた。母はダフネ・トーピン（旧姓コート）、父はロバート・トーピンである。父方の祖父母はフランス人で、父ロバートはディジョンで教育を受けた後、マーケット・レーゼンに近い大農園で酪農家として雇われていた。一方母ダフネは、以前はスイスに暮らしながら乳母として働いていた。やがて一家は、電気も通っていなかったフラッターズハウスから、ローストンに移り住む。
トーピンの父は、農家として独立することにし、一家はさらに、オウンビー＝バイ＝スピタル村のモルトキルン農場に移った。トーピンの11歳年下の弟、キットはここで生まれている。
グラマースクールに進学した兄のトニーと違い、トーピンは早くから執筆の才能はあったものの、真面目な生徒ではなかった。15歳のとき、学校を中退すると、ジャーナリストになることを夢見て、地元新聞『リンカンシャー・スタンダード』の印刷室で見習いとして働き始めた。しかし、すぐに仕事をやめると、10代の残りの期間は仲間とたむろし、田舎道でヒッチハイクして周辺の村で行われていた若者のクラブダンスに参加したり、マーケット・レーゼンのアストンアームズ・パブで飲みながらスヌーカーをしたりして過ごした。17歳になるといくつかのアルバイトをこなすようになり、やがてエルトン・ジョンとの出会いにつながる広告にたどりついた。

## 初期の影響
トーピンの母親はフランス文学を学んでおり、母方の祖父、ジョン・レオナルド・パルチェット・"ポピー"・コートはケンブリッジ大学を卒業した古典教師であった。彼らは自然や文学、物語詩の知識をトーピンに与え、初期の歌詞にはこの影響が色濃い。

## エルトン・ジョンとの活動

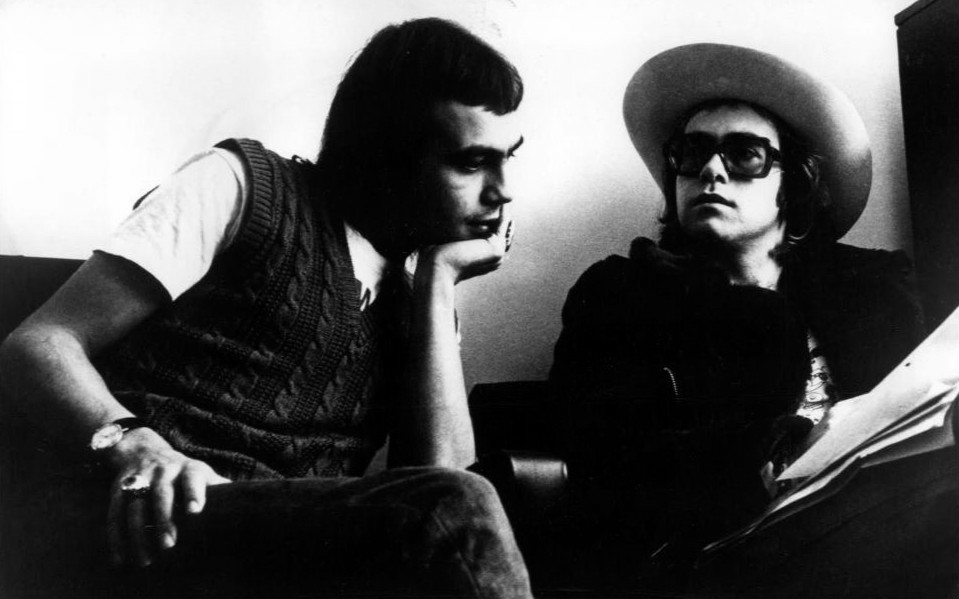
トーピン（左）とエルトン・ジョン（1971年）

1967年、トーピンは、リバティレコードのA&Rを務めていたレイ・ウィリアムスが『ニュー・ミュージカル・エクスプレス』誌に出したタレント公募に応募する。エルトン・ジョンもまた、同じ広告に応募していた。トーピンもジョンもリバティレコードのオーディションには合格しなかったが、オーディションの際にジョンは、後ろの机に座っていた男性に、詩を書くのが苦手だと打ち明けた。すると男性は提出された歌詞の山から封筒を取ってジョンに手渡した。帰りのロンドン地下鉄で、彼は封筒を開けたが、そこにはトーピンの詞が納められていた。
2人はこれまで30枚以上のアルバムを共に制作している。1977年から79年にかけては互いに共作を休止する期間があったが、この間トーピンはアリス・クーパーなどほかのミュージシャンと、ジョンはゲイリー・オズボーンやトム・ロビンソンなどほかの作詞家と仕事をしている。ただし、この期間にリリースされたアルバム『シングル・マン』からも、シングルA面「僕の小さなわがまま」や「ソング・フォー・ガイ」B面の「ラブシック」、「パート・タイム・ラヴ」B面の「アイ・クライ・アット・ナイト」は2人の共作となっている。
ジョンとトーピンは、1980年に共作を再開し、『21 AT 33』、『ザ・フォックス』、『ジャンプ・アップ』では3〜4曲の作詞をトーピンが担当している。1983年の『トゥー・ロウ・フォー・ゼロ』で、2人は完全な関係を取り戻し、以降のジョンのソロ作品にはトーピンの歌詞が採用されている。ただし、ジョンはミュージカルや映画プロジェクトではほかの作詞家と仕事をすることもあり、1994年の『ライオン・キング』や2000年の『アイーダ』ではティム・ライスが、2005年の『ビリー・エリオット』では原作映画の脚本も手がけたリー・ホールがそれぞれ歌詞を担当している。ホールは、トーピンが登場するエルトン・ジョンの伝記映画『ロケットマン』でも脚本を書いている。
トーピンは、最初のヒットとなった「僕の歌は君の歌」をはじめとし、「ロケット・マン」、「リーヴォンの生涯」、「クロコダイル・ロック」、「ホンキー・キャット」、「可愛いダンサー」、「キャンドル・イン・ザ・ウィンド」、「土曜の夜は僕の生きがい」、「ベニーとジェッツ」、「グッバイ・イエロー・ブリック・ロード」、「モナ・リザ・アンド・マッド・ハッター」、「僕の瞳に小さな太陽」、「あばずれさんのお帰り」、「ダニエル」といった1970年代のヒット曲の作詞を手がけている。また、1980年代には「アイム・スティル・スタンディング」、「ブルースはお好き？」、「サッド・ソングス」、「悲しみのニキタ」など、1990年代には「ザ・ワン」、「シンプル・ライフ」、「ラスト・ソング」、「恋人たちの酒場」、「ビリーヴ」などを担当している。1997年9月には、ダイアナ妃の急逝を受けて「キャンドル・イン・ザ・ウィンド」を書き直し、「キャンドル・イン・ザ・ウィンド1997」として捧げた。
1991年のドキュメンタリー映画『トゥー・ルームス』では、トーピンが詞を書いた後、第三者は全く介せずジョンが節をつけるという曲の制作方法が紹介されている。この作曲方法は長年変わっていないが、今日では2人はさらに密接に関わるようになり、スタジオで作曲中、さらにはレコーディングセッション中のジョンにトーピンが加わることもある。
トーピンとジョンは、2006年3月にブロードウェイミュージカル『Lestat: The Musical』をオープンさせた。また、2006年のアルバム『キャプテン・アンド・ザ・キッド』（『キャプテン・ファンタスティック』の続編）に向けては、10曲（およびアルバム未収録の「アクロス・ザ・リヴァー・テムズ」）の歌詞を書き下ろした。このアルバムのカバーには、出会いから40周年を迎えた2人が登場している。
2007年3月25日、トーピンはマディソン・スクエア・ガーデンで行われたジョンの60歳の誕生日祝賀会にサプライズで出演し、40年間のパートナーについて手短に語った。この様子は『Elton 60 – Live at Madison Square Garden』に記録されており、ジョンは観客に、トーピンがいなければ皆が知るような「エルトン・ジョン」は誕生しなかっただろうと話している。2010年10月には、彼らが長年敬愛していたレオン・ラッセルと『ザ・ユニオン』をリリースし、数曲を共作している。2011年のミラマックス映画『ノミオとジュリエット』では5曲を提供しており、なかでも「Hello Hello」は、ゴールデングローブ賞にノミネートした。
2018年、トーピンとジョンはアニメ映画『名探偵シャーロック・ノームズ』でオリジナル曲を共作した。2019年には、映画『ロケットマン』が制作され、エンディングクレジットで流される「(アイム・ゴナ)ラヴ・ミー・アゲイン」を書き下ろしている。映画では、1970年代から80年代にかけての、ジェイミー・ベル演じるトーピンとジョンの友情が描かれている。同曲では、アカデミー歌曲賞も受賞している。

## ほかのアーティストとの活動
エルトン・ジョンに向けた作詞に加え、トーピンはほかのアーティストにも歌詞を提供している。例えば、スターシップの「シスコはロック・シティ」(全米1位)、ハートの「ジーズ・ドリームス」（いずれもマーティン・ペイジとの共作）(全米1位)などである。1978年には、アリス・クーパーとの共作でアルバム『閉ざされた世界』を発表した。
シンガーソングライター、デイビット・アクレスのアルバム『アメリカン・ゴシック』では、プロデュースも担当している。1972年リリースの本作は、売り上げは芳しくなかったものの、英米の批評家からは高い評価を受けている。特に、イギリス人批評家のデレク・ジュエルは、『サンデー・タイムズ』誌に対して「フォーク界のサージェント・ペパーズ」と評している。アクレスは4枚のアルバムをリリースしているが、イギリスで収録されたのは本作のみとなっている。トーピンとアクレスの出会いは、ロサンゼルスにおけるエルトンのアメリカデビューの際、ヘッドライナーとしてアクレスが共に選ばれたのがきっかけである。また、写真家のゲイリー・バーンスタインとは、書籍『Burning Cold』を書いている。1980年代後半から90年代前半には、世界各国のアーティストとの共作が多いフランス系アメリカ人のミュージシャン、ジョスカン・デ・プレと少なくとも13曲を収録している。
2002年、ウィリー・ネルソンが自身のアルバム『ザ・グレート・ディバイド』でキッド・ロックと収録した曲「Last Stand in Open Country」は、トーピンの所属していたバンド、ファーム・ドッグスのファーストアルバムに収められていたものだった。ネルソンはほかにも、「This Face」と「Mendocino County Line」というトーピンの曲を収録している。後者はネルソンとリー・アン・ウォマックのデュエット曲として、ビデオ制作、シングルカットが行われており、2003年のグラミー賞では、カントリー音楽のベストヴォーカルコラボレーションを受賞している。2004年には、コートニー・ラブのソロデビュー作『アメリカズ・スウィートハート』において、「Uncool」を共作した。さらに、2005年には、ブライアン・ウィルソンのアルバム『ホワット・アイ・リアリー・ウォント・フォー・クリスマス』で、表題曲を共作している。翌年2006年、映画『ブロークバック・マウンテン』より、アルゼンチンプロデューサーとグスターボ・サンタオラヤが作曲し、トーピンが作詞を担当した「A Love That Will Never Grow Old」がゴールデングローブ賞を受賞した。

## ミュージシャンとしての活動
ソロ作品
- 1971 – Taupin
- 1980 – He Who Rides the Tiger[10]
- 1987 – Tribe[10]

ファーム・ドッグス
- 1996 – Last Stand in Open Country
- 1998 – Immigrant Sons

1971年、トーピンは自身の名前を冠した朗読アルバムを発表した。このアルバムは、デイヴィー・ジョンストンやカレブ・クェイなど、エルトンのバンドメンバーらが即興でシタールを多用した音楽を演奏し、これをバックに初期に書いた詩を読み上げるというものである。A面収録の「Child」は、彼がリンカンシャー南部で過ごした幼少期についての詩となっており、このうちの一節「The Greatest Discovery」は、兄トニーの視点からトーピンの誕生を描いた内容で、エルトンによる曲がつけられたヴァージョンは、エルトンのセカンドアルバム『僕の歌は君の歌』で聴くことができる。また、幼少期に住んだ2軒の家や、兄弟、祖父との関係についても語られている。B面は、マリオネットの自伝や、獲物の犠牲となったねずみ獲りの話など多岐に及ぶ。ただし、インタビューではこのアルバムの内容に満足していないと述べている。
1980年、歌手としては初めてとなるアルバム『ヒー・フー・ライズ・ザ・タイガー』を発表した。このアルバムはチャートインには至らず、トーピンは後のインタビューで、望んでいたようなクリエイティブコントロールができなかったと述べている。1987年には、マーティン・ペイジとの共作『トライブ』をリリースした。シングルとして「Citizen Jane」と「Friend of the Flag」がリリースされ、ミュージックビデオには当時の妻の姉妹であるレネ・ルッソが出演している。
1996年には、ファーム・ドッグスというバンドを結成した。リリースされた2枚のアルバムは、『エルトン・ジョン3』の頃の土臭いサウンドへの回帰を意識しており、作詞はトーピンが担当、作曲はバンドメンバーとの共作となっている。ファーストアルバム『ラスト・スタンド・イン・オープン・カントリー』は、批評家からは高い評価を受けたものの、ラジオ等ではほとんど流されることはなかった。表題曲は、ウィリー・ネルソンとキッド・ロックが2002年のアルバム『ザ・グレート・ディバイド』でカバーしている。1998年には、セカンドアルバム『イミグラント・サンズ』をリリースした。このアルバムに伴って、アメリカの小さなクラブをまわるツアーが行われたが、商業的には成功しなかった。

## 音楽以外の活動
1973年、トーピンは、アルバム『黄昏のレンガ路』までで自身が書いた歌詞を集めて詩集『Bernie Taupin: The One Who Writes the Words for Elton John』を発表した。この本では、アルバム収録曲に加え、シングルB面やレア音源、1971年の自身の朗読アルバムなど、関わった歌詞が網羅されている。表紙以外はモノクロで、挿絵は、ジョン・レノンやジョニ・ミッチェルなど、豪華なゲストや彼の友人が提供している。
1977年には、ロック写真家デヴィッド・ナッターと共同で『It's A Little Bit Funny』を出版し、文章と共にエルトン・ジョンの1年間に及ぶ「Louder Than Concorde Tour」を記録している。この本はペンギン・ブックスからハードカバーとソフトカバーで発売され、現在はコレクターズアイテムとなっている。作品中では、プライベートジェットの様子、バルバドスのビーチでの一幕、バックステージでの集まり、オフステージで友人と静かに過ごす様子、旅先で出会った有名人など、エルトンとバンドの1年間が詳細に記録されている。
1978年、『The Hardy Boys/Nancy Drew Mysteries』に出演し、ショーン・キャシディのバックでの歌唱を披露した。1988年には、子供時代の自叙伝『A Cradle of Haloes: Sketches of a Childhood』をイギリスのみで出版した。本作では、1950年代から60年代にかけて、リンカンシャーの田舎で過ごした幼少時代を振り返り、1969年、幸運を求めてロンドン行きの列車に乗り込んだところで終わっている。
1991年、詩集『The Devil at High Noon』を自費出版。1994年には、アルバム『メイド・イン・イングランド』までのトーピンの歌詞をまとめた『Elton John & Bernie Taupin: The Complete Lyrics』が出版された。しかし、歌詞のつづりの間違いや誤植が多く、トーピン自身はこのプロジェクトに深く関わっていないと考えられる。また、B面曲やレア曲についても記載がない。1973年の詩集と同様、様々なアーティストから挿絵の提供を受けている。
1992年、トーピンは、チャリティーイベント、AIDSプロジェクト・ロサンゼルスのプロデュースを依頼された。このイベントでは自作の曲には触れず、出演者によって選ばれた曲をアコースティックで演奏した後、「どの時代にも通じる寛容なメッセージ」という理由で、ミュージカル『ウエスト・サイド物語』から曲を披露した。

### 著書
- 1971 – The Songs of Elton John and Bernie Taupin[20]
- 1973 – Bernie Taupin: The One Who Writes the Words for Elton John[21]
- 1977 – Elton: It's a Little Bit Funny[22]
- 1991 – Two Rooms: Elton John and Bernie Taupin

### ビジュアルアート
トーピンは、音楽活動に加え、ビジュアルアートの制作にも多くの時間を費やしている。母ダフネの影響でアートに興味を持つようになったトーピンは、2010年からオリジナル作品の展示・販売を行っている。彼の大型で様々なメディアを集めた現代的な作品は、アメリカやカナダで展示されている。
トーピンの作品は、アート・マイアミやアート・サウサンプトン、LAアートフェアのほか、デンバー、トロント、ロサンゼルス、ニューヨーク、ヒューストン、ダラス、フォートローダデールの美術館で展示された。彼の作品には星条旗が多く登場するのが特徴である。

## 私生活

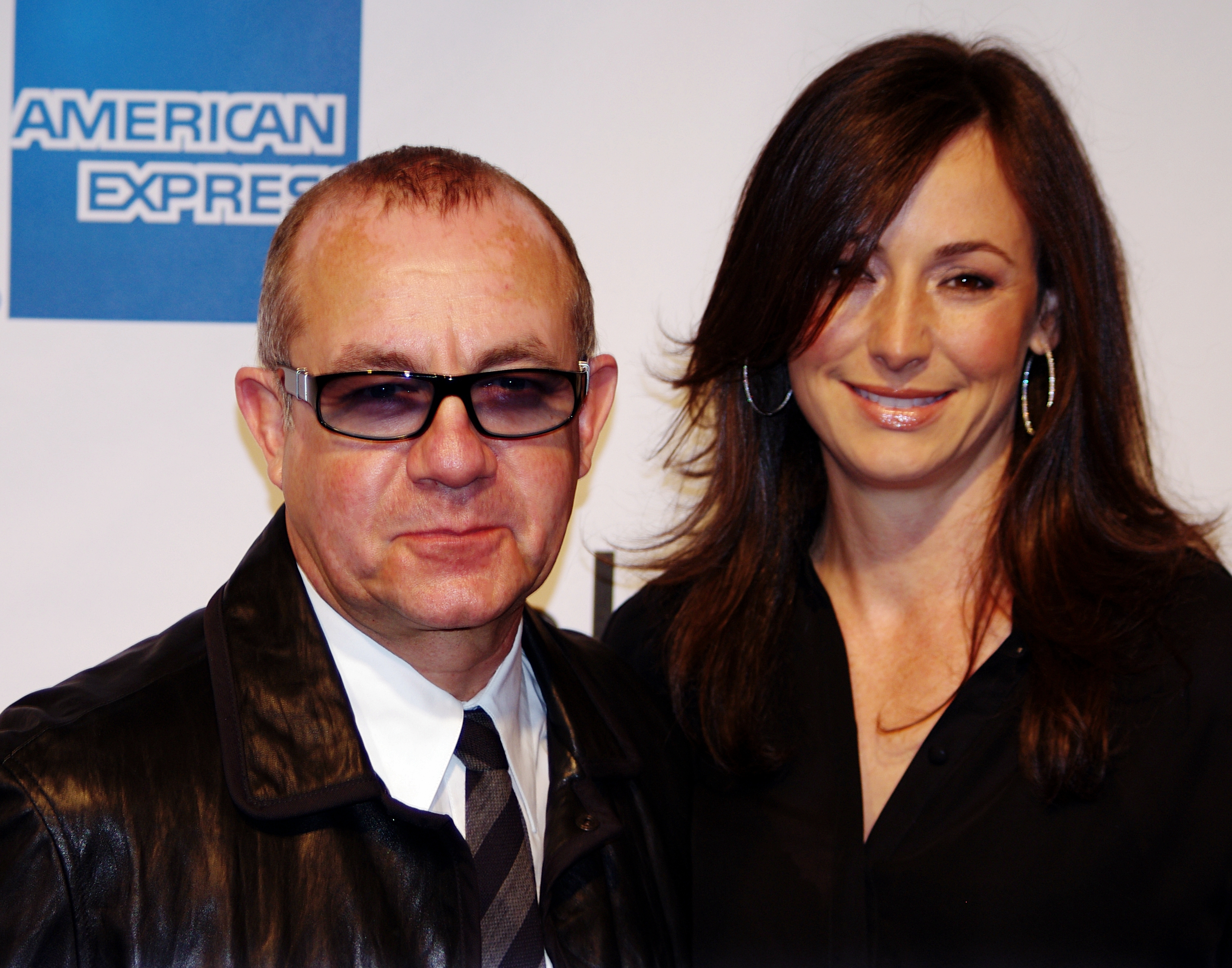
トライベッカ映画祭で、『ザ・ユニオン』のプレミアに出席したトーピンと妻ヘザー（2011年4月）

トーピンはこれまでに4度の結婚をしている。配偶者となったのは、マキシン・ファイベルマン (1971–76)、トニー・リン・ルッソ (1979–91、レネ・ルッソの姉妹)、ステファニー・ヘイムズ・ローヴェン (1993–98、ディック・ヘイムズとフラン・ジェフリーズの子)、ヘザー・キッド (2004年3月-現在)である。ヘザーとは、2人の娘、チャーリー・インディアナとジョージー・デヴォンを設けている。1970年代半ばにイギリスから南カリフォルニアに移住し、1990年にアメリカ国籍を獲得している。現在は、カリフォルニア州サンタバーバラ郡に居住。